# Immunité humaine
Vous pouvez aider à l'améliorer ou bien discuter des problèmes sur sa page de discussion.
- Il ne cite pas suffisamment ses sources. Vous pouvez indiquer les passages à sourcer avec {{référence nécessaire}} ou {{Référence souhaitée}}, et inclure les références utiles en les liant aux notes de bas de page. (Marqué depuis juillet 2017)
- Il n’est pas rédigé dans un style encyclopédique. (Marqué depuis juillet 2017)

- Archive Wikiwix
- Bing
- Cairn
- DuckDuckGo
- E. Universalis
- Gallica
- Google
- G. Books
- G. News
- G. Scholar
- Persée
- Qwant
- (zh) Baidu
- (ru) Yandex
- (wd) trouver des œuvres sur Wikidata

L'immunité humaine (ou immunité des populations humaines) est un concept développé dans les années 1980-1990 pour décrire des phénomènes épidémiologiques et immunologiques à l'échelle de collectivités humaines. Cette notion bio-démographique a été introduite en France notamment par Norbert Gualde.
Le même phénomène semble exister pour les couples hôte-parasite ou hôte-agent pathogène, pour toutes les espèces animales, végétales ou fongiques.
Il est complexe, au point qu'il faudrait parfois parler d'interactions durables qui peuvent paradoxalement évoluer en quasi-symbioses.

## Définition
L'immunité humaine représente pour un groupe ou pour l'humanité l'« immuno-compétence collective » ; produit de la somme des réponses immunitaires individuelles et constituant le statut immunologique de la population vis-à-vis d'un agent pathogène particulier.
Ce patrimoine collectif est en évolution constante. L'immunité des populations est un « équilibre dynamique » qui ne cesse d'évoluer dans le temps, jusqu'à la disparition de l'un ou l'autre de l'agent pathogène ou de son hôte. Ce patrimoine est modifié par des phénomènes adaptatifs (types néo-darwiniens) et stochastiques. Plus une population comprend un nombre élevé d'individus répondant immunitairement à une agression, meilleure est son immunité.

## Épidémie et démorésilience
« A fame, peste et bello, libera nos, Domine. »

— Prière quotidienne au Moyen Âge
Par épidémie, Norbert Gualde désigne la propagation d'affections transmissibles. Bien que les périls épidémiques soient dus à des microbes, il convient de distinguer la survenance du microbe virulent de l'épidémie proprement dite. Depuis les origines, l'Homo sapiens, habitant un environnement aux germes innombrables, s’est trouvé confronté à des agents pathogènes. En effet, il y a 3,5 milliards d’années que notre monde appartient à des micro-organismes dont la dispersion est planétaire. Mais les microbes ne font pas les épidémies ; c’est l’homme qui est généralement la cause de la diffusion « sur le peuple » de l'agent pathogène. En d’autres termes, l’épidémie, c’est l’homme.
Parmi les causes anthropiques des épidémies, on peut citer l’agriculture, la déforestation, les désordres sociaux, les guerres, la pauvreté et la faim, les voyages, les migrations et la démographie. La cohabitation entre l'homme et les microbes a contribué à l’organisation d’un appareil de défense indispensable à la vie, le système immunitaire synonyme de résilience aux microbes.

## Résilience individuelle
La résilience corporelle peut être définie comme une protection naturelle contre des micro-organismes pernicieux, une protection du corps individuel, entendu ici dans le sens de la partie matérielle de l’individu. La résilience des défenses anti-microbiennes contribue à l’homéostasie, en conférant une protection et, par là, une adaptation aux écosystèmes. Elle peut être qualifiée de résilience exotérique, car elle s’exprime dans une relation avec l’extérieur, avec des objets allochtones. La résilience exotérique, c’est le corps à corps entre le corps (individu) et d’autres corps (microbes). À l’opposé, la résilience ésotérique se limite aux relations avec les composants autochtones, et ses dérives aboutissent aux  maladies auto-immunes.
La machinerie de la résilience exotérique du corps matériel peut-être décrite selon une organisation, en trois constituants, de Dame Gigogne. Le plus externe de ces constituants est composé de la peau et des muqueuses. Le second est celui de l’immunité innée, de la résilience essentielle. Le troisième est représenté par l’immunité adaptative, celle de la parade spécifique contre l’agresseur et de la mémoire immunitaire. Il s’agit de la résilience accidentelle.
Depuis Paul Ehrlich, on sait que la résilience immunitaire est cognitive, mnésique et régulée. Elle possède la faculté étonnante de distinguer entre des entités qui lui sont allochtones, le « non-soi », et des tissus autochtones, ou « soi », le terme ayant ici une acception rigoureusement biologique. La distinction entre soi et non-soi, « hypostase » de la résilience exotérique, est une façon manichéenne mais pratique d’envisager les relations entre les protagonistes de la résilience. La résilience corporelle distingue soi et non-soi à l’aide de cellules infiltrant tous nos tissus. Sa vigilance est permanente et dépasse celle du système nerveux central. La résilience ne dort pas mais oscille sur la corde raide de la régulation de ses fonctions. En s'inspirant d’Edgar Morin, il est possible de l’appréhender comme un processus dialogique, car pour fonctionner harmonieusement elle gère des activités exotériques et ésotériques à la fois complémentaires et opposées. Le fonctionnement dialogique de la mécanique résiliente permet, en principe, de s’immuniser correctement. Néanmoins, l’analyse canonique des faits immunitaires montre que les événements observés ne sont pas rigoureusement identiques entre individus. Des différences selon l’âge, le sexe et les capacités individuelles sont patentes. Dans l’histoire de l’humanité, ces dissemblances au sein de groupes ont eu des conséquences en matière de démorésilience aux épidémies.

## Démorésilience
La démorésilience, ou immunité des populations, est un concept apparu en 1994. Elle représente pour le corps social une « immuno-compétence collective », issue de la fédération de la réponse immunitaire de chaque corps individuel. La démorésilience ignore le solipsisme, ne peut écarter l’expérience de l’autre, elle s’inspire de la notion de « herd immunity », ou « community immunity ». Ainsi un groupe résilient comprend-il une majorité d’individus porteurs d’une protection corporelle (résilients vrais) et une minorité de non immunisés (mais bénéficiant de la présence des résilients vrais : les « maltôtiers »). Le rapport entre sujets résilients et non résilients permet d’évaluer la démorésilience : plus une population comporte des individus au « corps matériel » résilient, meilleure est sa démorésilience. Il s’agit d’un phénomène dont l’aspect biologique est associé à un volet culturel, celui des procédés selon lesquels les hommes gèrent les agressions microbiennes. Par exemple, la vaccination, en augmentant dans un groupe le nombre de sujets résilients, empêche la diffusion de l’agent pathogène.

## Démorésilience et la reine rouge
La démorésilience a permis aux sociétés humaines de résister aux épidémies. Avant les progrès de l’hygiène et les avancées médicales, les individus surmontaient l'écueil épidémique lorsqu'ils possédaient dans leur génome l’information leur permettant de fabriquer de « bons outils » pour affronter l’agent pathogène diffusant dans le groupe.
Dans l'histoire de l’Homo sapiens, les conflits épidémiques avec leurs pertes démographiques ont sélectionné, selon un modèle néo-darwinien, les individus disposant de facultés de résilience particulièrement efficaces. Ainsi y a-t-il une coévolution entre les microbes et les hommes, selon le modèle de la reine rouge.
Dans le roman de Lewis Carroll, la reine rouge dit à Alice : « Maintenant, ici, voyez vous, il vous faut courir aussi vite que vous pouvez pour rester à votre place. Si vous voulez aller ailleurs, il vous faut courir au moins deux fois plus vite. » S'inspirant de ces propos, Leigh Van Valen a proposé une hypothèse qui, comme l’écrit Claude Combes, « […] est le processus par lequel deux adversaires acquièrent sans cesse de nouvelles adaptations pour ne pas être distancés par « l’autre ». C’est un enchaînement de pressions sélectives réciproques ». Par exemple, un microbe peut exprimer une ou des mutations délétères pour son hôte qui, par rétroaction, met en place un processus de parade adapté à la nouveauté microbienne. Mais, un tel schéma n’a de sens que dans le contexte de conflits chroniques, de pandémies durables. Il est en effet difficile d’appliquer le modèle de la reine rouge à de brèves infections.
L'idée qu’un hôte s'adaptait à l'attaque microbienne n’est pas récente, déjà en 1947, Jules Bordet écrivait : « Supposons qu’une maladie souvent mortelle, la peste par exemple, s’attaque à une collectivité humaine et admettons que sur cent personnes atteintes, vingt-cinq seulement guérissent. À quoi celles-ci doivent-elles ce privilège ? Elles sont adaptées […]. Agissant sur une collectivité, la maladie a opéré une sélection. Elle a donné lieu à la réaction protectrice appropriée chez les sujets qui disposaient à cet effet des potentialités, d’ailleurs fortuites, que ne possédaient pas au même degré ceux qui ont succombé. » Antérieurement, le modèle de Lokta-Volterra établit une relation prédateur-proie s’accordant avec celui de la reine rouge. Néanmoins, l’aspect coévolutif ne peut être transposé à l’homme sans prendre en compte les apports culturels à la relation de notre espèce avec les microbes. C’est ce que font les modélisations mathématiques des épidémies. Il est démontré que des sujets naturellement protégés contre l’intrusion du virus du Sida portent une mutation (dite D32) du corécepteur CCR5 du virus. Posséder un allèle muté confère une résilience naturelle. La résistance au VIH est donc déterminée génétiquement via une mutation du gène du récepteur CCR5. Celle-ci, absente en Afrique, fréquente en Europe, est apparue chez l’homme après sa migration hors du continent. C’est très probablement la variole qui a induit la sélection des porteurs de mutation.
Théoriquement, la coévolution productrice d’hôtes résistants par rétroaction à l’agression infectieuse devrait induire des agents pathogènes de virulence supérieure. Mais ceci n’est pas une règle, car, pour le microbe, une maladie éliminant l’hôte affecte ipso facto sa persistance. Notre relation avec les micro-organismes pathogènes est donc dynamique, complexe et évolutive. Par exemple, le virus de la grippe possède d’extraordinaires facultés de transformation. Issu des oiseaux, il peut se modifier rapidement ainsi que puiser chez d’autres virus grippaux (aviaires, porcins, etc.) des caractères génétiques augmentant sa virulence. L’homme doit alors s’adapter aux « nouvelles grippes ».
Toutefois, le jeu coévolutif homme-microbe est biaisé par l'apport culturel aux défenses naturelles de l’homme, apports positifs, comme les vaccins, ou négatifs, via les traitements générateurs de microbes résistants. Selon toujours la même dramaturgie, le couple insécable microbe-homme assure la palingénésie de l’épidémie. Leur complicité génère des antagonismes car, comme dans un étrange optimum de Pareto, la croissance du premier nuit au bien-être du second.

## Démorésilience entre Gaia et le chaos
Cette évocation d'une terre où l’humanité balance entre un monde de pâquerettes et un autre dépendant d’un battement d’ailes de papillon tient au fait qu’une vision ontologique de l’épidémie invite à la présenter comme une « effectrice » de nature zymotique, transformant Gaia en chaos.
Selon l'hypothèse Gaia, proposée par James Lovelock, la terre est le plus grand être vivant que nous connaissions. La théorie du chaos, issue des travaux d’Henri Poincaré, fut popularisée par le mathématicien Jim Yorke, à la suite de sa lecture d'un article du météorologiste Edward Lorenz. Le modèle de Lorenz est celui de l'effet papillon selon lequel les battements des ailes de l’insecte au Brésil pourraient provoquer une tornade au Texas, ce qui est l'essence du chaos : la dépendance sensitive des conditions initiales. Ainsi, deux processus écologiques différents se réfèrent-ils à deux symboles bucoliques complémentaires, les pâquerettes et le papillon. Que l'on imagine notre planète comme une sorte de Gaia, dont les plus anciens protagonistes, les micro-organismes, et le petit dernier des arrivants, l’homme, cohabitent le plus souvent sans friction. Si, selon la théogonie hésiodique, Gaia succéda à Chaos, l’épidémie renverse la généalogie polythéiste et Gaia retourne au chaos. L’accident, dont dépendra la suite des événements, est parfois identifiable, mais le plus souvent on ne sait rien du moment ni du lieu de l’initiation du chaos. Celui-ci survient chez un micro-organisme sous la forme par exemple de la mutation d’un gène jusqu’alors inoffensif, ou de l’installation d’une résistance au traitement, etc. Ensuite le battement d’ailes du lépidoptère bénéficie du phénomène amplificateur venant des activités humaines. À ces activités, peut d’ailleurs être associée ce que l’économiste Thomas Schelling définit comme la tyrannie des petites décisions.

## Démorésilience et la sagesse
Espérer empêcher toutes les épidémies n’est qu’utopie. Il est néanmoins possible de limiter leurs extensions, atténuer leurs effets néfastes et parfois les prévenir.
Il est des hommes d’expérience, de raison et de sagesse, dont les pensées pourraient servir de guides pour éviter le chaos.
Parmi eux, René Dubos est le microbiologiste qui découvrit le premier antibiotique et prit conscience des problèmes environnementaux générés par les activités humaines. Il exprima le principe fondamental de sa réflexion par l’aphorisme : « penser globalement, agir localement ». L’homme, pour Dubos, doit se prendre en charge de façon positive, avoir une approche écologique de sa façon de vivre, car l’espoir de la genèse d’une panacée médicale réglant toute pathologie est du domaine de l’utopie.
Le second de ces sages, Paul Farmer, résuma sa pensée lors de sa leçon inaugurale au Collège de France, en déclarant : « la plupart des formes de violence, dont les épidémies, sont profondément enracinées dans des structures sociales inéquitables génératrices de pauvreté et d’injustices sociales ».
La pensée de Farmer s’approche des vues de Jean Ziegler, universitaire suisse concerné par les problèmes de santé des populations. Lors de sa leçon d’adieu à l’université de Genève, Ziegler rappelait que plus de 800 millions de personnes dans le monde sont gravement sous-alimentées, soulignant le rôle de la pauvreté et de la malnutrition dans l’apparition de maladies infectieuses et potentiellement d’épidémies.
Pour Jared Diamond, auteur de « Guns, germs and steel. The fates of human societies », la biologie et l’histoire expliquent la domination de l’Eurasie. Selon lui, les différences dans l’évolution des technologies (et donc des soins) sont dues à l’environnement et non aux hommes et il n’existe pas une culpabilité immanente des peuples qui souffrent le plus des microbes.
Aux précédents sages, on peut encore associer le philosophe Hans Jonas, qui publia en 1979 Le Principe responsabilité, où il rappelait les responsabilités de chacun vis-à-vis de l’environnement naturel et le risque que l'héritage laissé aux générations futures soit la somme des dégâts causés aujourd'hui. Jonas a insisté sur les risques technologiques, car aujourd’hui « Homo faber est au-dessus d’homo sapiens ».
De la pensée de Jonas, nous pouvons rapprocher celle de l'historien et sociologue Jacques Ellul, qui, lui aussi, fut fidèle à l’adage « penser globalement, agir localement ». Il fut un critique de la technique, dans laquelle il voyait, sans la rejeter, des dangers potentiels, et il contesta l’idée reçue selon laquelle la technique est, ipso facto, un progrès et qu’elle est au service de la science. Pour lui, « La technique est devenue autonome […], elle forme un monde dévorant qui obéit à ses propres lois, reniant toute tradition » ; le triomphe de la technique, c’est l’homme sans humanité.

## Démorésilience symbole du corps et le corps symbole de démorésilience
Comme l’a écrit Michel Bernard, « le corps est l’ouverture et le carrefour du champ symbolique ». Le corps a aussi servi de symbole de la société pour Mary Douglas qui dit : « Il est impossible d’interpréter correctement les rites qui font appel aux excréments, au lait maternel, à la salive, etc. si l’on ignore que le corps humain reproduit à une petite échelle les pouvoirs et les dangers qu’on attribue à la structure sociale. » À l’inverse, la société a symbolisé le corps, comme le soulignait déjà Bruno Bettelheim : « Certains psychanalystes voient dans la société le symbole du corps et s’il y a un symbolisme corporel, il y a un fondement psychologique et non sociologique. » Semblablement, parce que la démorésilience est la société, il n’est pas étonnant qu’elle soit utilisée comme modèle ou objet par des sociologues, des anthropologues et des philosophes, même si le concept du philosophe est, par bien des côtés, fort éloigné de celui du biologiste ou du médecin. Il n’en demeure pas moins que les vocables d’immunité et d’auto-immunité sont des objets de réflexion pour des auteurs aussi différents que Donna Haraway, Peter Sloterdijk, Roberto Esposito ou Jacques Derrida.
Plus prosaïquement, épidémie et démorésilience forment un couple indissociable. La première a, durant l’histoire de l’humanité, contribué à modeler le génome humain ; la seconde, d’essence humaine a, ès qualités, tout autant résisté à l’épidémie qu’elle a contribué à ses succès.